# Bielsk Podlaski (district)
Bielsk Podlaski (powiat bielski) is een Pools district (powiat) in de woiwodschap Podlachië. Het district heeft een oppervlakte van 1385,20 km2 en telt 57.144 inwoners (2014).